# Provincia de Kivu del Norte
La provincia de Kivu del Norte es una de las nuevas divisiones políticas en que la República democrática del Congo quedó dividida de acuerdo con la Constitución de 2005. 
Según esta norma, las nuevas provincias comenzarán a operar 36 meses después de instaladas las nuevas autoridades.

## Geografía

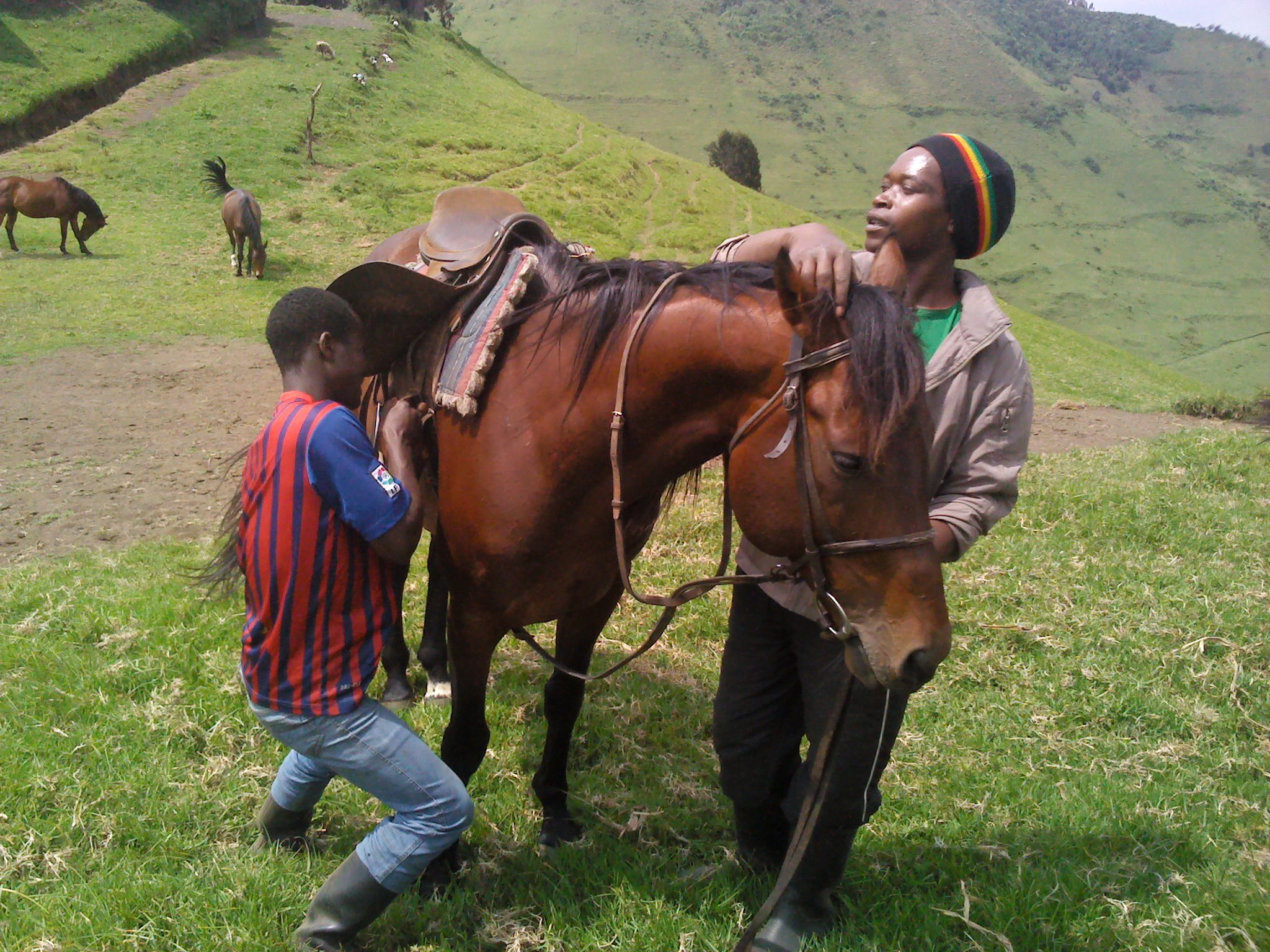
Criadores de caballos en Kivu del Norte

Al norte limita con la provincia de Ituri, al noroeste con la de Tshopo, al suroeste con la de Maniema y al sur con la de Kivu del Sur. Al este tiene fronteras internacionales con Uganda y con Ruanda.
La provincia comprende las ciudades de Goma, Butembo y Beni, así como los territorios de Beni, Lubero, Masisi, Rutshuru y Walikale. En Kivu del Norte se encuentra el Parque nacional Virunga, un lugar declarado Patrimonio de la Humanidad que alberga una población importante de gorilas de montaña.

## Historia

### Conflictos bélicos

La provincia antes de 2015.

La región fue escenario de muchos combates durante la segunda guerra del Congo entre 1998 y 2003, y durante el conflicto del Kivu, activo desde 2004. En 2003, el nuevo Gobierno del Congo asignó a la Octava Región Militar de las FARDC esta provincia. El general Vainqueur Mayala es el actual comandante de la región militar. A finales de 2008, las FARDC mantuvieron su triste historial en la lucha contra Laurent Nkunda que es una facción del CNDP, perdiendo la Rumangabo, donde se encontraba el campamento militar de los rebeldes.

### Violaciones
Hacia 2010, las violaciones y otros ataques sexuales contra las mujeres habían alcanzado en Kivu niveles de gravedad crónica. Un estudio de la Iniciativa Humanitaria de Harvard y Oxfam, realizado en Bukavu, señaló que las edades de las víctimas van desde los tres a los ochenta años, que los ataques se cometieron en casas, campos y selvas, tanto contra mujeres solteras, como casadas o viudas, provenientes de todos los grupos étnicos. Fueron violadas frente a sus esposos e hijos, registrándose en el 60% de los casos violaciones en grupo.
En octubre de 2009, el director de la Misión de las Naciones Unidas en la RDC comunicó al Consejo de Seguridad que más de 15.000 personas habían sido violadas en 2009, en su gran mayoría mujeres. Por su parte, el Fondo de Población de las Naciones Unidas calcula que la cifra es de 17.500, y el Comité Internacional de Rescate afirma que ha tratado a 40.000 sobrevivientes sólo en la provincia oriental de Kivu del sur entre 2003 y 2008. Existen sin embargo indicios de que las cifras pueden ser mucho más elevadas, correspondiendo esos números a los mínimos calculados.
En 2010 se registró otra oleada de violaciones masivas, de acuerdo con la Organización de las Naciones Unidas. Estas violaciones fueron realizadas por el grupo guerrillero Mai Mai Sheka, comandado por Ntabo Ntaberi Sheka.